# Svangen
Svangen är en fyr på ön Stora Svangen utanför Lindö vid Koster- och Väderöfjorden i Tanums kommun, Bohuslän, Västra Götalands län. Ön ligger omkring 2,5 km väster om Resö hamn.
När Kosterhavets nationalpark bildats kommer fyren Svangen att ligga inom nationalparken.
I samband med den stora fyrutbyggnaden i slutet av 1800-talet diskuterades en fyr mellan Väderöarna och Koster. Lämpligen skulle fyren ligga så långt västerut som möjligt för att kunna varna för skären och grunden som ligger söder om Koster. Den lilla kala överspolade klippan Ramskär skulle vara ett bra läge för den nya fyren. Men, befarade svårigheter med att uppföra en fyr på den överspolade klippan Ramskär gjorde att Stora Svangen, 8,4 km nordöst om Ramskär, istället valdes.
Svangens fyr uppfördes på ön Stora Svangen år 1889 och tändes den första november. Fyren fanns i den kombinerade fyr- och bostadsbyggnadens västra gavels övre våning. Fyren var bemannad till 1917 då en automatisk AGA-fyr installerades på utsidan av den fyrbyggnaden. Då denna fyr fanns vara felaktigt placerad uppfördes år 1923 ytterligare en fristående fyr framför det ursprungliga fundamentet. Fortfarande är det stora fyrhusets västgavel vitmålad för att fungera som sjömärke. Då husen är synnerligen utsatta för väder och vind åtgår mycket tid till skrapning och målning av alla fasader.
Fyrplatsen med dess bonings och förrådshus är sedan 1957 i privat ägo. Så även bryggan med dess stenfundament. Övrig mark på ön är naturreservat.
Fyren på Ramskär uppfördes 1917.